# Mikro & Sprit
Mikro & Sprit (Originaltitel: Microbe et Gasoil) ist eine französische Filmkomödie des Regisseurs Michel Gondry aus dem Jahr 2015. In Frankreich kam der Film am 8. Juli 2015 in die Kinos, in Deutschland am 2. Juni 2016.

## Handlung
Der nicht sehr große und daher Mikro genannte vierzehnjährige Daniel schlägt sich mit pubertären Problemen herum. Er hat künstlerisches Talent und darf in einer Galerie Bilder, die er von seinem Rocker-Bruder und dessen Freunden gemalt hat, ausstellen. Seine eigentlich liebevolle Mutter hat Depressionen und nervt ihn mit Aufklärungsgesprächen. Er ist in seine Klassenkameradin Laura verliebt, die ihn auch mag, sich aber wegen seiner Körpergröße nicht zu ihm bekennen will. Sie hinterlässt ihm jedoch die Adresse, wohin sie in den Ferien fährt. Mit dem neu in die Klasse gekommenen, extrovertierten Théo gewinnt Daniel einen Freund. Dieser bastelt gern mit Motoren und wird deshalb Sprit genannt. Gemeinsam bauen sie eine Art Auto mit einem Rasenmähermotor, den sie auf einem Schrottplatz bekommen haben. Als sie hierfür keine Zulassung erhalten, hat Daniel die Idee, es zu einer fahrbaren Hütte umzubauen. Sie träumen davon, einmal tun und lassen zu können, was sie wollen.
Statt im Sommer mit ihren Familien in die Ferien zu fahren, machen sie sich heimlich mit ihrem Gefährt auf den Weg. Das Smartphone, das Daniel von seinem Bruder mitbekommen hat, vergräbt er. Zwei Polizisten lassen sich täuschen und machen vor der obskuren Hütte lediglich ein Selfie. Als sie versehentlich auf einem privaten Grundstück übernachten, werden sie vom Besitzer, einem Zahnarzt, in dessen Haus genötigt. Sie sollen dort übernachten und sich am nächsten Tag einer Zahnbehandlung unterziehen, flüchten aber in der Nacht. Daniel entschließt sich, seine langen Haare, wegen denen er des Öfteren für ein Mädchen gehalten wird, abschneiden zu lassen. Er landet bei einem Friseurladen in der Rotlichtzone, aus dem er mit nur teilweise abrasierten Haaren  wegen einer Schlägerei flüchtet, die der Besitzer mit einem Journalisten anfängt. Dieser verfolgt ihn mit seinen Freunden und nimmt ihm Geld für das Haareschneiden ab. Daniel trifft diese Gruppe beim Footballspielen wieder, wo er ihnen den Ball klaut. Sein Selbstvertrauen ist inzwischen gewachsen und er möchte sich dem Kampf stellen, doch Théo hält ihn davon ab und kann die Situation klären.
Das ursprüngliche Ziel, das Zentralmassiv, erweist sich wegen der großen Entfernung als nicht erreichbar. Daniel lenkt die beiden stattdessen zum Urlaubsort von Laura, wo er sie am Strand an einem See findet; allerdings spricht er sie wegen seiner verunstalteten Haare nicht an. Es kommt deswegen zu einem Streit mit Théo, der ihm geraten hatte, Laura zu vergessen. Théo wirft Daniel vor, nur an sich zu denken und sich für ihn nicht zu interessieren. Ihre fahrbare Hütte hatten sie in der Nähe eines Roma-Lagers abgestellt. Als sie zurückkommen, ist dieses wie auch ihre Hütte abgebrannt worden. Théo kann sie zwar wieder flott machen, an einem Abhang versagen aber die Bremsen und sie müssen abspringen, während das Gefährt in eine Schlucht stürzt. Sie gehen nun zu Fuß weiter und kommen in eine Stadt, wo Daniel sich in einem Supermarkt die Haare vollends schneidet und sich frische Kleidung kauft. Bei einer Kirmes nimmt Daniel, der mit kurzen Haaren jünger aussieht, an einem Kinder-Malwettbewerb teil, wo sie ein ferngesteuertes Düsenflugzeug gewinnen wollen. Er gewinnt aber nur den zweiten Preis, eine Flugreise nach Paris und schlägt vor, diese zur Rückreise zu verwenden. Théo hat zwar starke Flugangst, übersteht den Flug aber gut, während Daniel Halluzinationen mit Bezug zum Erlebten hat.
In der Heimatstadt Versailles angekommen, muss sich Theó von seinem Vater Vorwürfe anhören und erfährt, dass seine kranke Mutter gestorben ist. Der Vater hat entschieden, dass er zukünftig bei seinem Bruder in Grenoble leben muss. Daniels Mutter ist dagegen überglücklich. Zu Schulbeginn kann er einem Schulkameraden, der sich positiv zu Théos Umzug äußert, mit einem Trick, den ihm Théo gezeigt hatte, eine verpassen. Zudem straft er Laura mit Missachtung.

## Rezeption
Der Film erhielt überwiegend gute Kritiken.
André Kummer von Filmstarts.de meint, dass „Michel Gondry in dieser hervorragend gespielten und inszenierten Coming-of-Age-Komödie mit französischer Leichtigkeit den Spagat zwischen zarter Melancholie und schrägem Witz“ schlägt. Cinema hält den Film für ein „liebenswert-versponnenes Roadmovie über den Abschied von der Kindheit“ und findet ihn „tiefgründig und irre komisch“.